# Черен руски териер
Черен териер (на руски: Чёрный терьер) е порода кучета, използвана най-вече като куче-пазач и полицейско куче.

## История
Руският Черен Териер (РЧТ) е създаден в Русия в края на 40-те и началото на 50-те години на ХХ век по пътя на сложно възпроизводително кръстосване на редица породи, в това число ризеншнауцер, ерделтериер, ротвайлер и нюфаундленд. За изходна порода е послужил ризеншнауцерът. Породата е била въведена в подмосковското училище за военно кучевъдство на базата на племенния питомник „Червена Звезда“. Целта на създаване на породата е бил стремежът да се получи едро, смело, силно, управляемо куче с ярко изразени охранителни инстинкти, пригодно за носене на различни видове служби, леко приспособяващо се към различни климатични условия. Породата е призната от FCI през 1984 г.

## Общ вид
Руският Черен Териер (РЧТ) – Едро, атлетически сложено куче с леко разтегнат формат, здрав към груб тип. Притежава масивни кости и силна мускулатура. Хармонично. Отличава се с голяма глава, компактен, обемен и дълбок корпус.

## Важни пропорции
Височина в холката за мъжките 72 – 76 см, за женските 68 – 72 см. Дължината на корпуса не превишава височината в холката при мъжките с повече от 6%, при женските с повече от 8%. Дълбочината на гърдите съставя не по малко от 50 % от височината на кучето в холката. Дължината на главата е не по-малко от 40 % от височината в холката. Муцуната е малко по къса от черепната част.

## Поведение, темперамент
РЧТ е куче с големи достойнства, уверено в себе си, добре управляемо във всяка ситуация. В екстремални ситуации незабавно заема активно-отбранителна позиция, бързо се успокоява при изчезване на опасността. РЧТ притежава отлично здраве, издръжлив, непретенциозен, обаятелен, умен и дружелюбен. Леко се приспособява към различни климатични условия, добре се поддава на дресировка, работоспособен и надежден.

## Глава
Пропорционална с общото сложение, голяма, масивна, дълга (не по-малка от 40% спрямо височината в холката), умерено широка в черепната част със закръглени, но не рязко изразени сухи скули. Лобът е плосък, преходът от лоба към муцуната е забележим, но не рязък, линиите на лоба и на муцуната са паралелни. Надочните дъги и задтилъчната кост са умерено изразени. Носната гъба е голяма и черна.

### Муцуна
Муцуната е масивна, обемна, широка в основата, леко стесняваща се към носната гъба, малко по-къса от черепната част. ”Мустаците“ и „брадата“ подчертават обема на муцуната и ѝ придават правоъгълна, тъпа форма. Устните са дебели, месести, добре пигментирани, плътно прилягащи. Пигментацията в муцуната е тъмна.

### Зъби и захапка
Зъбите са големи, бели, плътно прилягащи един към друг, в пълен комплект в съответствие със зъбната формула (42 зъба) резците в основанието са разположени в линия. Захапката е ножична.

### Очи
Очите са неголеми с овална форма, право и широко поставени, тъмни. Клепачите са сухи, плътно прилягащи, черни.

### Уши
Ушите са високо и симетрично поставени, неголеми, висящи на хрущялите, с триъгълна форма, предният край приляга към скулите. Висящата част от ухото е плътна без бръчки.

## Шия
Шията е масивна, суха, мускулеста, по дължина примерно равна на дължината на главата, поставена е под ъгъл около 45 градуса относно линията на хоризонта. Гривата е силна, добре изразена

## Корпус
Корпусът е монолитен, дълбок, обемен, добре балансиран. Горната линия е леко наклонена по направление от холката към основата на опашката. Холката е мощна, дълга, добре развита. При мъжките е по-изразена отколкото при женските. Гърбът е здрав, прав, мускулест и съставя половината от горната линия (от началото на холката до основата на опашката). Поясницата е широка, къса, мускулеста, леко изпъкнала, дължината ѝ е равна на половината от дължината на гърба. Крупата е широка, мускулеста, леко наклонена с умерена дължина.

### Гърди
Дълбоки, дълги, широки, с дълги, леко изпъкнали ребра, в напречно сечение имат овална форма. Долната линия на гърдите се намира на една линия с лакътната става или малко по-ниско от нея. Гръдната кост е дълга. Предната част на гърдите леко излиза напред спрямо раменната става и е добре запълнена с мускулатура. Коремът е умерено повдигнат. Мастните натрупвания са слабо изразени. Опашката е дебела в основата, високо поставена. Държи се енергично, но в основата не трябва да бъде насочена към главата. Обичайно се купира в ранна възраст. Некупираната опашка, както и нейната дължина и форма не влияят на оценката. Предпочитание се отдава на саблевидната или сърповидна опашка.

## Крайници

### Предни крайници
При оглед отпред са прави и паралелни. При оглед отстрани лопатките са дълги, широки, косо поставени. Раменният ъгъл е около 100 градуса. Рамото е не по-късо от лопатката, мускулесто. Лактите са насочени строго назад. Подлактите са дебели, закръглени, прави, със средна дължина, отвесно поставени при поглед отпред и отстрани. Китките са къси, масивни, поставени леко наклонено при поглед отстрани. Височината в лакътя (на нивото на лакетния израстък) съставя 50 – 52 % от височината в холката.

### Задни крайници
При поглед отзад са прави и паралелни поставени малко по широко от предните, постановката е леко изтеглена. Бедрата са достатъчно дълги, леко наклонени, широки, с добре развита обемна мускулатура. Подбедрицата е наклонена, не по-къса от бедрото. Ъглите на скакателните стави са добре изразени. Китките са масивни, не дълги, поставени отвесно.

### Лапи
Големи, сводести, събрани с кръгла форма. Задните лапи са по малки и по-овални от предните. Ноктите и възглавничките са черни. Вълчите нокти трябва да са отстранени.

## Движения
Движенията са свободни и балансирани. Характерен алюр – енергичен широк тръс за сметка на силен тласък на задните крака и значителен мах на предните. Ставите на крайниците свободно се сгъват и разгъват. Гърбът по време на движение запазва здравината си и заедно с поясницата леко пружинира.

## Кожа
Кожата е плътна, добре прилягаща без бръчки и провисналости, достатъчно еластична, равномерно пигментирана.

## Космена покривка
Козината е груба, гъста. Космената покривка е двойна. Състои се от гъст, груб, плътен основен косъм с вълна (чупка) и по-мек и къс, гъст подкосъм. Основният косъм покрива цялото тяло и в естествено състояние има дължина 5 – 15 см. Добре развитият украсяващ косъм образува на главата обилно развити „бакембарди“, мустаци“ и „брада“. Предните и задните крайници са покрити с дълъг и гъст украсяващ косъм. Задължителен е груминга по установената форма.

## Цвят
Цветът е черен и черен с незначително изсветляване (не повече от 1/3 от общата повърхност)

## Ръст и тегло
Предпочитаният ръст за мъжките е 72 – 76 см, за женските 68 – 72 см. Мъжките не трябва да бъдат по-ниски от 70 см и по високи от 78 см, женските не по-ниски от 66 см и не по високи от 74. Теглото на мъжките е 50 – 60 кг, за женските 45 – 50 кг. По-едрият ръст при пропорционално сложение и запазване на породния тип не е недостатък.

## Дефекти
Всяко отклонение от гореуказаните пунктове трябва да се разглежда като дефект. Сериозността на отношението към дефекта трябва да бъде пропорционална на неговата степен.

## Недостатъци
• незначителни отклонения от половия тип;
• незначителна вялост или възбудимост;
• къса или лека глава;
• закръглен череп;
• големи, асиметрично разположени уши, недостатъчно плътно прилягащи уши
• кръгли, светли, косо или близко поставени очи; отпуснати клепачи, лесно видим трети клепач;
• недостатъчно пигментирана уста или устни;
• къса, отпусната, недостатъчно мускулеста шия;
• недостатъчно изразена холка;
• переслежина;
• мек, тесен гръб;
• дълга, тясна, недостатъчно мускулеста поясница;
• къс, прав или скосен круп;
• недостатъчно дълбоки или широки, къси гърди;
• плоски отпред гърди;
• излишно повдигнат или провиснал корем;
• право рамо;
• леко изкривен подлакът;
• леко къси или дълги подлакти;
• леко извити навън или навътре лакти;
• незначително отворени китки или насочени навътре
• незначително изправени ъгли на задните крака;
• незначителна саблистост;
• леко завъртени навътре или навън скакателни стави;
• недостатъчно свободни, тежки, къси, вяли, недостатъчно балансирани движения;
• незначителна високозадост в движение;
• незначително разскачане на крупата в движение,
• тръст, нарушаван от раван
• мека, права или излишно къдрава козина;
• удължен подкосъм частично закриващ основния косъм, недостатъчно развит подкосъм;
• излишно вълниста, права, частично прилягаща козина
• лек кафяв оттенък на козината;
• излишно недоверчиво поведение, отчетлива недружелюбност, страхливост, флегматичност;
• изразена нелинейност при разположението на резците в долната челюст, малки резци.

## Пороци
Същите дефекти изразени в по-значителна степен, опашка насочена в основата към главата.

## Дисквалифициращи пороци
• рязко отклонение от желаемия породен тип в страна на изходните породи
• страхливост, холеричност, неуправляема агресивност;
• нечерна носна гъба;
• белмо;
• различни по цвят очи;
• козинец;
• всички отклонения от ножичната захапка;
• отсъствие на който и да е зъб;
• мека, къса, ватна козина;
• отсъствие на украсяващ косъм по краката и главата;
• нестандартен цвят;
• наличие на бели петна и отметки;
• точно ограничени участъци на обилно изсветляване;
• значително отслабване на цвета по крайниците;
• крипторхизъм.
Забележка: Мъжките трябва да имат два нормални семенника спуснати в торбичките. Болните кучета, имащи наранявания и травми се оставят без оценка.
- Клуб за черен руски териер
- База данни за Черни Териери
- Породен стандарт на черния руски териер на АКС Архив на оригинала от 2009-09-01 в Wayback Machine.
- Развъдник „Джамалица“ Архив на оригинала от 2015-01-04 в Wayback Machine.
- Развъдник „Блак Балкан Лайън“[неработеща препратка]
- Испанска информация за черния руски териер
- Препратки за черния руски териер